# Felipe Félix
Felipe Félix (sinh ngày 20 tháng 4 năm 1985) là một cầu thủ bóng đá người Brasil.

## Sự nghiệp câu lạc bộ
Felipe Félix đã từng chơi cho Consadole Sapporo và Kyoto Sanga FC.